# Сабаново
Саба́ново (рос. Сабаново, ерз. Сабаново) — село у складі Ромодановського району Мордовії, Росія. Входить до складу Куриловського сільського поселення.

## Населення
Населення — 23 особи (2010; 52 у 2002).
Національний склад (станом на 2002 рік):
- росіяни — 94 %